# Glenea pascoei
Glenea pascoei là một loài bọ cánh cứng trong họ Cerambycidae.